# Кубок Станковича 2005
Кубок Станковича 2005 или Кубок континентальных чемпионов Станковича 2005 (англ. 2005 Stanković Continental Champions' Cup) — 1-й международный турнир по баскетболу, проходивший с 26 по 31 июля 2005 года в Пекине, КНР.

## Команды-участницы
- Ангола (Чемпион Африки)
- Аргентина (Чемпион Олимпиады 2004)
- Австралия (Чемпион Океании)
- Китай (Чемпион Азии)
- Литва (Чемпион Европы)
- Пуэрто-Рико (Серебряный призёр Кубка Америки 2003)

Команды играли по схеме раунд-робин. 

## Результаты матчей
26 июля 2005 –  Аргентина  -  Австралия 88:57
26 июля 2005 –  Китай -  Ангола 62:61
26 июля 2005 –  Литва -  Пуэрто-Рико 82:73
27 июля 2005 –  Аргентина -  Ангола 83:64
27 июля 2005 –  Австралия -  Пуэрто-Рико 106:78
27 июля 2005 –  Литва -  Китай 68:66
29 июля 2005 –  Ангола -  Австралия 62:49
29 июля 2005 –  Китай -  Пуэрто-Рико 91:80
29 июля 2005 –  Литва -  Аргентина 83:77
30 июля 2005 –  Ангола -  Пуэрто-Рико 90:73
30 июля 2005 –  Аргентина -  Китай 86:66
30 июля 2005 –  Австралия -  Литва 109:96
31 июля 2005 –  Аргентина -  Пуэрто-Рико 86:79
31 июля 2005 –  Австралия -  Китай 71:58
31 июля 2005 –  Литва -  Ангола 77:73

## Итоги
| Место | Команда     | В/П |
| ----- | ----------- | --- |
|       | Литва       | 4-1 |
|       | Аргентина   | 4-1 |
|       | Австралия   | 3-2 |
| 4-е   | Китай       | 2-3 |
| 5-е   | Ангола      | 2-3 |
| 6-е   | Пуэрто-Рико | 0-5 |

## MVP турнира
- Мартинас Андрюкайтис

## Символическая сборная турнира
- Си Джей Братон
- Рик Аподака
- Чжу Фанъюй
- Мартинас Андрюкайтис
- Габриэль Фернандес